# Jaroslav Oliverius
Jaroslav Oliverius (8. května 1933 Praha – 13. srpna 2020) byl přední český arabista a hebraista, překladatel z egyptské arabštiny, spoluautor učebnice egyptské hovorové arabštiny a emeritní profesor Ústavu Blízkého východu a Afriky Filozofické fakulty Univerzity Karlovy.

## Život
Jaroslav Oliverius se narodil v chudší dělnické žižkovské rodině. Do první třídy nastoupil v den vypuknutí druhé světové války. Jeho otec během války ztratil práci a na nějaký čas odešel pracovat do Německa. Své dvanácté narozeniny Oliverius prožil za dramatických okolností pražského povstání a osvobozování Prahy. Po absolvování gymnázia začal roku 1951 studovat arabistiku a hebraistiku na Filozofické fakultě Univerzity Karlovy, kde jej vyučoval například Rudolf Růžička či Stanislav Segert a mezi jeho spolužáky patřil mj. Vladimír Sadek.
Po vystudování Filozofické fakulty UK nastoupil roku 1956 do Orientálního ústavu Československé akademie věd, roku 1959 absolvoval první ze svých několika stáží v Egyptě a po svém návratu začal vyučovat nejdříve na Československém egyptologickém ústavu na FF UK a od roku 1961 na dnešní Ústav Blízkého východu a Afriky na FF UK jako emeritní profesor.